# Krokberget
Krokberget är en kulle i Antarktis. Den ligger i Östantarktis. Norge gör anspråk på området. Toppen på Krokberget är 1 550 meter över havet, eller 235 meter över den omgivande terrängen. Bredden vid basen är 1,9 km.
Terrängen runt Krokberget är platt åt nordväst, men åt sydost är den kuperad. Trakten är obefolkad. Det finns inga samhällen i närheten.